# 春嵐
春嵐（はるあらし）は、架空戦記『紺碧の艦隊』に登場する架空の水上戦闘機。なお、劇中では『しゅんらん』と読まれることがあるが本項では最初に登場するレシプロ機を前者で呼び、後から登場するジェット機を後者で呼ぶ。

## 特徴
本機は最初、紺碧艦隊所属潜水艦『潜伊500型』の艦載機として泰山航空工業で、他の紺碧艦隊艦載機である水上攻撃機『雷洋』、水上電子偵察機『星電改』と共に開発、製造された。名前は前世日本海軍潜水艦『伊四百型潜水艦』および『伊十三型潜水艦』に搭載されていた水上攻撃機『晴嵐』に由来している。
前世「晴嵐」より対艦・対地攻撃力を削った代わりに航空戦闘力を重視した機体だが、爆撃機としての能力も有している。また飛行時の空気抵抗を抑えるため主フロートを胴体引込式、翼端補助フロートを引き上げ式にしているのも大きな特徴である。後に紅玉艦隊に所属する航空特殊戦艦『筆汁芭斤（ペンシルベニア）』、『根婆汰（ネバダ）』の艦載機としても使用された。

### 諸元（コミック版諸元含む）
- 全幅:12.37m
- 全長:10.598m
- 自重:2,675 kg
- 最高時速:590 km/h（高度 5,600m）
- 航続距離:1,200km

### 武装
- 20mm機関砲:1
- 13mm機関砲:2
- 250kg爆弾:1[1]

## 春嵐改
20mm機関砲を2門に増やし攻撃力を向上した型。
プロペラ回転軸に搭載されていた機関砲を廃し、主翼内に搭載していた13ミリ機銃を大口径機関砲に換装したモノと思われる。

## 噴式春嵐
噴式春嵐（ふんしきしゅんらん）は、架空戦記『紺碧の艦隊』に登場する架空の水上戦闘機。母艦改装に伴って配備された新型の噴式（ジェット）戦闘機。名前こそ春嵐を襲名しているものの、後述する噴式蒼莱のような春嵐の噴式型ではなく、全くの新設計の機体である。原作表紙絵では双ブーム形式でかつエンテ式という極めて特異な外観であり、フロート形式の水上機。コミック版ではXF2Y-1に尾翼と先尾翼を付加したような外観であり、水上スキー形式を採用している。マダガスカル島のドイツ軍電探基地を奇襲爆撃したのが初の実戦使用であり、この時、『特潜伊601 富嶽号』艦載機の雷洋を軽く追い越し、ドイツ軍航空機を一掃しジェット機としての性能を見せつけた。
本機は母艦『潜伊500型』の照和20年の第一次改装に合わせて配備された新型水上戦闘機である。後に雷洋に代わって『特潜伊601 富嶽号』の艦載機としても使用されている。双ブーム形式とエンテ型の併用という、極めて特異な外観を持つ。
原作で諸元についての言及などは、第六巻「巻末資料」以外ほとんど無かったが、後に徳間書店より刊行された「大公開！『紺碧の艦隊』超丸秘ファイル」において、『主発動機は泰山航空工業製ワルター噴進機、耐電波塗装による初歩的なステルス化が図られていた』とされた。『初期機体は高空においてバフェットを起こしパイロットの評判は今一つだったモノの、約3トンに及ぶ推力は有無を言わさぬ戦闘力を与え、長く本格的噴進機として一線で活躍し続けた』ともしている。しかし、翼上面に設けられたハードポイントへ『後方に向けて』搭載された誘導噴進弾など、原作仮想機の中で設定の折り合いが最も難しい機体となってしまった。
コミック刊行時、『原作の形状』から空力学的に優れている機体形状に改められた。以下諸元値はコミック版設定に基づく。

### 諸元
機体
- 全幅:8.22m（主翼折り畳み時:4.25m）
- 全長:10.96m
- 自重:4,050 kg
- 最高時速:850 km/h
  - 発動機:泰山航空工業製ふ-11型ジェットエンジン×2基

武装
- 30mm機関砲×2門
- 17.8サンチ噴進弾×8基
- 250kg爆弾×1発

ハイドロスキー滑走時は機体下面への爆弾懸架は不可能。噴進弾も「滑走時の水没損傷」を防ぐため、
翼上面のハードポイント四カ所に2基ずつ搭載するようになっている。

## メディア毎の相違点
春嵐
コミック版では20mm機関砲が4門（胴体:2 主翼内:2）になり、OVA版では外観が晴嵐と同様液冷エンジンの採用で流線型となり爆弾は2発に増え主翼に取り付けられている。
春嵐改
原作の『マダガスカル先制作戦』にて紅玉艦隊 航空制空戦艦所属機として登場。夜襲機としてか黒塗りの機体とされ、20mm機関砲2門搭載の「双浮舟引き込み式機」とされた。コミックには登場しない。OVAでは何故か下の『噴式春嵐』をこう呼んだりもしている。
噴式春嵐
原作6巻カバーイラストの『突飛』な機体形状から、コミック版ではデザイン原案をXF2Y-1に求め、同様の「水上スキー滑走方式」を採用している。機体形状はOVAも踏襲した。
『水上ジェット攻撃機』として洗練させるため、機体下部の操舵用垂直尾翼と先尾翼、デルタ翼を廃してなだらかな後退翼とし、高機動用の前翼を付加したデザインに変更された。またOVAでは噴進弾は使用しなかった。

## 注記
1. ↑  ※主フロート下に懸架するため、射出用カタパルトから打ち出される時のみ
2. ↑  第六巻「巻末資料」記述では、（使用燃料から）『一般的なジェットエンジン』搭載での設定と思われる。
3. ↑  『A-4 スカイホーク』を双発化し、主翼形状をコ・デルタ翼化した感じが最も近い。